# ليز نوغينت
ليز نوغينت (بالإنجليزية: Liz Nugent)‏ هي كاتِبة أيرلندية، ولدت في 1967 في دبلن في جمهورية أيرلندا.